# Dan Cooper
Dan Cooper ist eine 1954 erstmals erschienene frankobelgische Comicserie.

## Handlung
Der Titelheld ist ein kanadischer Militärpilot. Die Geschichten haben häufig Science-Fiction-Charakter, enthalten aber auch realistische, zeitgeschichtliche Elemente; anders als z. B. bei Buck Danny wird hier nicht nur der Kampf gegen Verbrecher und Feinde gezeigt, sondern es werden auch Rettungseinsätze und Vergleichbares betont. Die Zeichnungen der Serie weisen eine hohe Detailtreue und Realismus auf, was vor allem bei den technischen Details der Flugzeuge deutlich wird.

## Hintergrund
Albert Weinberg schrieb und zeichnete die Fliegerserie. Im französischsprachigen Original erschien Dan Cooper ab 1954 in Tintin. Die ersten Geschichten sind dabei noch stark der Ligne claire verhaftet, entwickeln sich aber zunehmend zu einem realistischeren Stil. In Deutschland kam die Serie von 1966 bis 1972 im Magazin MV-Comix des Ehapa-Verlags und von 1973 bis 1980 bei Koralle in ZACK und dessen Ablegern zum Abdruck. Die Alben von Dan Cooper sind auf Deutsch bei Koralle (1978–81), Bastei (1981–83), Ehapa (innerhalb der Albenreihen Die großen Flieger- und Rennfahrer-Comics und Comics Unlimited), Carlsen (1992/93) und Salleck (seit 2000) erschienen.
Eine vom Epsilon Verlag begonnene Gesamtausgabe der Serie wurde nach einem Band abgebrochen. Im Mai 2016 wurde die Gesamtausgabe im Splitter Verlag neu begonnen und alle zwei Monate mit einem weiteren Band fortgesetzt. So erschien im Mai 2018 der abschließende 13. Band mit der die Serie – mit Ausnahme einiger, weniger Kurzgeschichten – komplett auf Deutsch vorliegt.

## Albenlange Geschichten
| Nr. | Titel                                      |
| --- | ------------------------------------------ |
| 1   | Blue Delta (1954/55)                       |
| 2   | Herr über die Sonne (1955/56)              |
| 3   | Die Piraten der Stille (1957)              |
| 4   | Operation Jupiter (1957/58, 1979)          |
| 5   | Auf zum Mars (1958/59)                     |
| 6   | Duell am Himmel (1959/60)                  |
| 7   | Handstreich über der Eiswüste (1960/61)    |
| 8   | Die Jaguarstaffel (1961/62)                |
| 9   | Dan Coopers Geheimnis (1962)               |
| 10  | Drei Kosmonauten (1963)                    |
| 11  | Phantom III antwortet nicht (1963/64)      |
| 12  | Akrobaten der Lüfte (1964/65)              |
| 13  | Tiger des Meeres (1965)                    |
| 14  | Fliegende Untertassen greifen an (1965/66) |
| 15  | Panik auf Cape Kennedy (1966/67)           |
| 16  | Die Männer mit den goldenen Flügeln (1967) |
| 17  | S.O.S. im Weltraum (1967/68)               |
| 18  | Der Himmel über Norwegen (1968)            |
| 19  | Die verschollenen Piloten (1969)           |
| 20  | Apollo ruft Sojus (1969/70)                |
| 21  | Die Minos-Affäre (1970)                    |
| 22  | Mission Jumbo (1970/71)                    |
| 23  | Crash in Sektor 135 (1971)                 |
| 24  | Azimuth Zero (1977)                        |
| 25  | Verloren im Niemandsland (1978)            |
| 26  | Gefahr aus dem All (1978–1979)             |
| 27  | Projekt F-18 (1980)                        |
| 28  | F-111 in Gefahr (1981)                     |
| 29  | Die Fliegerin ohne Namen (1982)            |
| 30  | Piloten ohne Uniform (1982)                |
| 31  | S.O.S. Space Shuttle (1983)                |
| 32  | Viking Connection (1984)                   |
| 33  | Target (1985)                              |
| 34  | Silver Fox (1985)                          |
| 35  | Dragon Lady (1986)                         |
| 36  | Das unsichtbare Flugzeug (1987)            |
| 37  | Die Vrille (1989)                          |
| 38  | Die Geisterflugzeuge (1990)                |
| 39  | Die Geisel von der Clemenceau (1990)       |
| 40  | Alarm auf der Clem (1991)                  |
| 41  | Das Auge des Tigers (1992)                 |